# Micheline Dumon
Pour les articles homonymes, voir Dumon.
Aline dite Micheline Dumon, Lilly ou Michou dans la résistance, née le 20 mai 1921 à Uccle et morte le 16 novembre 2017 à Saint-Siffret  est une résistante belge durant la Seconde Guerre mondiale. Comme membre du réseau d'évasion Comète et une des passeuses les plus efficaces, elle vient en aide à plus de 150 pilotes alliés tombés sur le sol belge, en leur permettant de rallier l'Angleterre à travers la Belgique, la France et l'Espagne. De ce fait, elle est particulièrement vénérée par les aviateurs, britanniques notamment. 

## Éléments biographiques

### Enfance
Aline Dumon, dite Micheline, est née le 20 mai 1921 à Uccle. Elle passe une partie de son enfance au Congo. Son père Eugène Dumon (1895-1945) est médecin et sa mère, Marie Plessix assure la scolarité de ses filles Micheline et Andrée Dumon à la maison. Lorsque la famille regagne la Belgique en 1928, les deux filles fréquentent des écoles locales et Micheline fait des études d'infirmière,,,.

### Résistance
Ses parents, Eugène et Marie Dumon et sa sœur Andrée Dumon s'impliquent rapidement dans la résistance. Micheline Dumon a un rôle plus discret, mais tout en poursuivant ses études, elle aide son père dans le réseau Luc-Marc. Lorsque ses parents et sa sœur sont arrêtés en août 1942, elle n'est par chance, pas à la maison et n'est pas identifiée comme faisant partie de la famille. Elle s'empresse de nettoyer la maison familiale de toutes traces compromettantes et poursuit l'action de sa sœur au sein du réseau Comète,,.
À cette époque, elle entre dans la clandestinité et devient l'une des passeuses les plus actives du réseau Comète. Plus de 120 aviateurs et résistants purent rejoindre l'Angleterre par ses bons soins. 
Elle trouve des refuges, organise les départs vers l'Espagne et fournit de faux papiers pour les aviateurs, dont le nombre augmente avec le nombre des raids sur l'Allemagne. Elle escorte elle-même les aviateurs de Bruxelles à Paris, puis en train jusqu'à Bayonne, traverse plusieurs fois les Pyrénées à pied jusqu'en Espagne. La dernière étape, d'Espagne vers Gibraltar étant prise en charge par les britanniques. Elle décrit un voyage en février 1944 : « Traverser les montagnes était très difficile… Nous avons dû marcher pendant deux nuits entières et je ne pouvais tout simplement pas aller plus loin car la neige était si profonde. ».
À la suite de nombreuses arrestations au sein du réseau, la position de Micheline Dumon à Bruxelles devient trop dangereuse, elle continue alors son travail depuis Paris, où elle réussit à identifier l'agent infiltré Jacques Desoubrie, alias Pierre Boulain, et recrute de nouveaux membres. Elle rejoint ensuite Bayonne, fin janvier 1944, pour travailler avec Elvire de Greef, la cheffe de cette extrémité de la ligne. Grâce à Micheline Dumon, dont le rôle devient alors prépondérant pour la continuité de la ligne, les contacts entre le nord et le sud sont rétablis et la ligne d'évasion Comète à nouveau opérationnelle.
Elle effectue encore quelques allers-retours de Madrid à Paris ou Bruxelles et accompagne à cinq reprises des aviateurs de Paris vers le sud. 
À cette période, elle est arrêtée à Paris par la police française et relâchée après deux jours, grâce à son apparence juvénile, dont elle joue beaucoup, et qui la fait paraître trop jeune pour être l'agente recherchée. Ce n'est que le 10 mai 1944 qu'elle se laisse convaincre de retourner à Madrid et, le 2 juin 1944, elle arrive au Royaume-Uni avec Henriette Hanotte (dite Monique), où elle reste impliquée dans les services secrets,. 
La mère de Micheline Dumon, Marie, est libérée de la prison de Saint-Gilles en août 1943, le jour même où son mari et sa fille sont déportés en Allemagne. Eugène Dumon meurt en 1945 au camp de Gross-Rosen en Silésie. Andrée Dumon est déportée à Ravensbrück puis à Mauthausen. Elle rentre à Bruxelles en mai 1945.

### Après la guerre
En 1945, elle épouse Pierre Ugeux (en)(1914-2009), major de la section française de l'exécutif des opérations spéciales, qui lui avait été affecté. Ils vivent à Saint-Siffret près d'Uzès et ont quatre enfants, Nicole, Brigitte, Guy et Stefan (décédé).
Après la guerre, Micheline Dumon s'évertue à faire reconnaître officiellement l'action des membres du Réseau Comète en Belgique.  Elle est présidente pendant plusieurs années de l'Amicale Comète, le regroupement des anciens agents du réseau et membre de la RAF Escaping Society,.
Elle meurt le 16 novembre 2017 dans sa maison à Saint-Siffert à l'âge de 96 ans,.
Ses funérailles ont lieu dans une église bondée à Saint-Siffert, son cercueil recouvert du drapeau belge, de l'étendard de la ligne Comète et d'un coussin avec ses médailles. 

## Reconnaissance
Micheline Dumon était solitaire, ne faisant confiance à personne, c'est sans doute une des raisons pour lesquelles elle a échappé aux arrestations. Après la guerre, elle ne recherche pas la reconnaissance et les honneurs. Elle est toujours très honorée et célébrée au Royaume-Uni, bien davantage que dans son pays natal.
Elle a cependant été décorée de :
- Médaille de George britannique.

- Médaille de la Liberté américaine.
- Le plus haute distinction civile de Léopold III[13][précision nécessaire]

« Aline Lily Ugeux, Citoyenne belge, pour services extraordinaires rendus aux aviateurs alliés tombés en territoire occupé par l'ennemi de septembre 1942 à mai 1944. Menant une série d'opérations brillamment conçues, elle a aidé à l'évasion de plus de cent cinquante aviateurs, les a mis à l'abri , leur a fourni des papiers et des vêtements, les a guidés au-delà de la surveillance allemande et les a renvoyés sur le chemin de la liberté. Les succès répétés de son travail d'évasion l'ont rendu célèbre dans l'armée de l'air alliée et, par la même occasion, ont alerté les agents de la Gestapo. Contournant tous les efforts pour arrêter ses activités, cependant, elle a continué à aider les évadés alliés jusqu'au moment où ses supérieurs ont jugé que sa sécurité était trop gravement menacée et l'ont envoyée en Angleterre. Sa bravoure est un brillant exemple pour ses compatriotes et sa grande contribution matérielle à la victoire des Alliés mérite la profonde admiration des peuples de toutes les Nations Unies ».